# Storybook Land Canal Boats
Storybook Land Canal Boats is een tow boat ride in de Disneyparken Disneyland Park in Anaheim en Disneyland Park in Parijs. De attractie is te vinden in het themagebied Fantasyland.

## Locaties
Bezoekers nemen plaats in een van de bootjes en maken een rit door verschillende miniatuurversies van verschillende Disneysprookjes. Tijdens de rit rijdt ook de Casey Jr. Circus Train langs. 

### Disneyland Park Anaheim

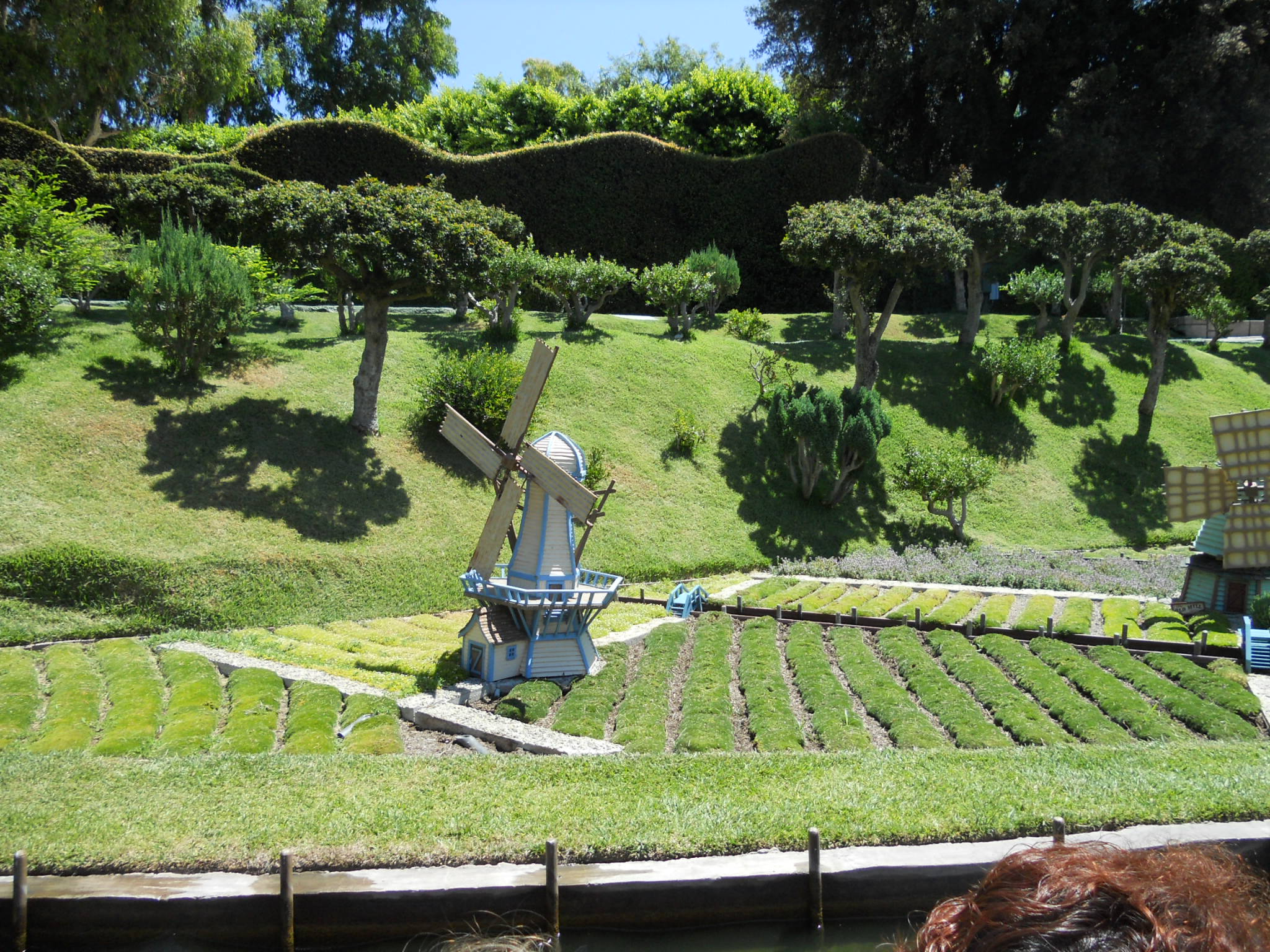
Nederlands landschap in de Anaheim versie van de attractie

De versie in Anaheim werd geopend op 17 juli 1955. Hij werd tegelijkertijd geopend met de opening van het park. Walt Disney heeft zich voor het ontwerp van de attractie laten inspireren door Madurodam dat hij eerder bezocht had. Bezoekers varen, onder leiding van een gids, langs de volgende miniatuurscènes van Disneysprookjes:
- Het huis van de drie biggetjes uit The Three Little Pigs.
- Een Engels dorpje, met een kerk en de ingang van het konijnenhol in Alice in Wonderland.
- Het Londense park uit Peter Pan.
- Het paleis van de sultan uit Aladdin.
- De grot der wonderen uit Aladdin.
- Een dorp en het kasteel uit Assepoester.
- De Toad Hall uit De Avonturen van Ichabod en meneer Pad.
- Het dorpje Arendelle uit Frozen, met het paleis van Anna en Elsa, Oakens training post en Elsa's ijspaleis.
- Het dorpje uit Pinokkio en Gepetto's werkplaats.
- Het kasteel van Prins Eric in De kleine zeemeermin
- Koning Triton's onderwaterkasteel.

### Disneyland Park Parijs
De versie in Parijs werd geopend op 1 maart 1994, twee jaar na de opening van het park. De attractie heeft daar de naam Le Pays des Contes de Fées (Nederlands: Het Land van Sprookjes). Een rondvaart in een van de 20 boten duurt zeven minuten. Per boot is plaats voor 9 personen. In deze versie van de attractie varen bezoekers langs miniatuurscènes van:
- De mijn en het huisje van de dwergen in Sneeuwwitje en de zeven dwergen.
- Een scène met Winnie de Pooh
- De hoge toren met een vlecht uit het raam uit Rapunzel
- De Oude Windmolen.
- Het kasteel van Prins Eric uit De kleine zeemeermin.
- Een Griekse tempel met de Berg Olympus uit Fantasia.
- Een Frozenscène
- De "Nacht op de kale berg", Scène uit Fantasia.
- De grot der Wonderen uit Aladdin, Bezoekers varen dan de grot in en ziet men binnen de lamp van de Geest.
- Het zwaard in de steen uit Merlijn de Tovenaar.
- Het dorpje van Belle met boven op de heuvel het kasteel van het Beest uit Belle en het Beest.
- Een Smaragd-stadje en het Kasteel van de heks uit Return to Oz.

Voormalige scènes:
- Het koekhuisje van Hans en Grietje.
- Een met sneeuw bedekt landschap uit Peter en de Wolf.